# Italienische Literatur

Folio 34v des Cantico delle creature (1226)

Die italienische Literatur ist die in italienischer Sprache verfasste Literatur. Als solche ist sie im Vergleich zu den anderen romanischen Sprachen relativ spät entstanden. Vorherrschend waren Latein, Altfranzösisch und Provenzalisch, die nach und nach von der Volkssprache, dem Volgare, abgelöst wurden. Nach kleineren und unbedeutenden Zeugnissen gilt der „Sonnengesang“ von Franz von Assisi als das erste Stück italienischer Literatur.

## Scuola Siciliana
Die sizilianische Dichterschule war eine Gruppe von Dichtern am Hof Kaiser Friedrichs II. in Palermo. Im eigentlichen Sinn des Wortes handelte es sich um Dilettanten, also Beamte, die nebenbei auch Dichter waren, auch Friedrich selbst verfasste Gedichte. Dort wurde von Giacomo da Lentini das Sonett erfunden. Die sizilianische Dichterschule hatte großen Einfluss auf ganz Italien und wirkte noch weiter, als das Stauferreich bereits untergegangen war.

## Dante, Petrarca, Boccaccio

Dante Alighieri

Die Zentren der Lyrik verlagerten sich nach Norden (Bologna, Florenz). Guido Guinizelli entwickelt den dolce stil nuovo (dt.: süßer neuer Stil), der ein verklärtes Liebesideal besingt. So benannt wurde dieser Stil von einem seiner Vertreter, nämlich Dante Alighieri (1265–1321). Dante ist mit seinem Jugendwerk Vita nova und der Göttlichen Komödie einer der italienischsprachigen Dichter von Weltruhm.
Francesco Petrarca (1304–1374) war der eigentliche Begründer des Humanismus. Als solcher verfasste er zahlreiche lateinische Werke. Italienisch ist sein Gedichtzyklus Canzoniere, der als die bedeutendste nachantike Gedichtsammlung der europäischen Literatur gilt. Er umfasst 317 Sonette, 29 Kanzonen, 9 Sestinen, 7 Balladen und 4 Madrigale. Giovanni Boccaccio (1313–1375) schrieb das Decamerone, eine Sammlung von 100 Novellen, die in eine Rahmenhandlung eingebettet sind. Diese drei, nämlich Dante, Petrarca und Boccaccio, wurden auch als die drei Florentiner Kronen (Le tre corone fiorentine) bezeichnet.
Die Zeit zwischen diesen dreien und dem Literaturkreis um den Mäzen Lorenzo de Medici wurde von Benedetto Croce als das „Jahrhundert ohne Dichtung“ (Il secolo senza poesia) bezeichnet, weil sich nichts Neues entwickelt habe. Das lässt sich unter anderem damit erklären, dass während des Humanismus das Lateinische vorherrschte.

## Renaissance

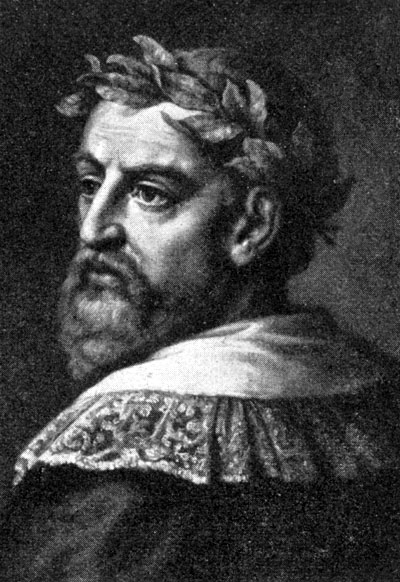
Ludovico Ariosto

In den 1450er Jahren wurde der Hof der Este in Ferrara zu einem kulturellen Zentrum. Hier schrieb Matteo Maria Boiardo (1441–1494) die Gedichtsammlung Canzoniere und das Epos „Der verliebte Roland“ (Orlando innamorato). Internationale Bedeutung erreichte dann die Fortsetzung „Der rasende Roland“ (Orlando Furioso) von Ludovico Ariosto (1474–1533).
An die antike Bukolik anknüpfend verfasste Jacopo Sannazaro (1458–1530) seine prosimetrische Arcadia, die sehr früh übersetzt wurde und Bezugspunkt der späteren Hirten- und Schäferdichtung in den Nationalliteraturen Europas wurde.
Der Humanist Pietro Bembo (1470–1547) griff entscheidend in die Frage nach dem richtigen Sprachgebrauch ein (Questione della lingua). Er vertrat die Position, die Sprache Petrarcas und Boccaccios sei die beste Literatursprache, Castiglione gab einer übergreifenden Umgangssprache den Vorzug und Machiavelli dem Florentinischen (Toskanischen).
Der Florentiner Niccolò Machiavelli (1469–1527) ist vor allem für seine Abhandlung „Der Fürst“ (Il principe, 1532) bekannt, in der er das Ideal eines absolutistischen Herrschers darstellt, er schuf aber auch historische (eine Geschichte Florenz’) und literarische Werke, so die Komödie „Die Liebesalraune“ (La Mandragola, um 1518).
Der idealtypische Renaissancemensch wurde von Baldassare Castiglione (1478–1529) im „Buch vom Hofmann“ (1528) beschrieben. Er verwendete dafür die beliebte Gattung des literarischen Dialogs.
Pietro Aretino (1492–1556) war für seine erotische Literatur („Die wollüstigen Sonette“) und Satiren berüchtigt.

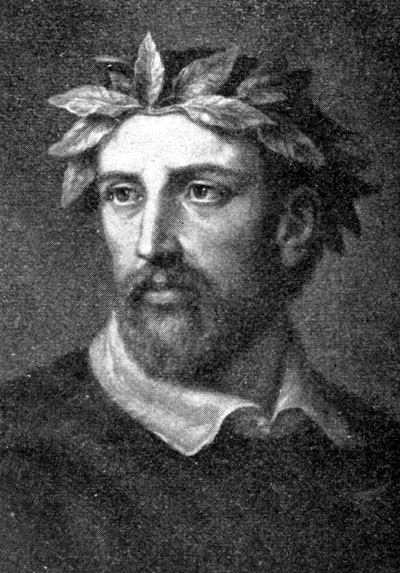
Torquato Tasso

Matteo Bandello (1485–1561) gab eine umfangreiche Novellensammlung heraus. Anders als bei Boccaccio gibt es darin keine Rahmenhandlung mehr. Bandellos Novellen waren international sehr erfolgreich, Shakespeare etwa verwendete sie als literarische Fundgrube für seine Dramen.
Der Maler und Architekt Giorgio Vasari (1511–1574) verfasste eine bedeutende Sammlung von Künstlerbiographien.
Torquato Tasso (1544–1595) schrieb das Ritterepos „Rinaldo“. Sein Hauptwerk ist „Das befreite Jerusalem“ (La Gerusalemme liberata 1580). Das Epos erschien ohne Tassos Erlaubnis und er bearbeitete es weiter zu „Das eroberte Jerusalem“ (1593).
Auch die Intellektuellen der Zeit haben Aufnahme in die Literaturgeschichte gefunden. Giordano Bruno (1548–1600), normalerweise als Philosoph bekannt, verfasste die Komödie „Der Kerzenmacher“ und meisterhafte Dialoge philosophischen Inhalts. Galileo Galilei (1564–1642) veröffentlichte einen großen Teil seines wissenschaftlichen Werks nicht wie damals üblich in Latein, sondern in geschliffener italienischer Sprache.

## 17. Jahrhundert
Argutia (Einfallsreichtum/Scharfsinn) wird zum wichtigsten Begriff der Epoche. Man versucht in barocker Pracht Texte auszuschmücken, wobei vor allem Metaphern in Frage kommen. Eine Anleitung hierzu findet man in Emanuele Tesauros (1592–1675) Cannocchiale Aristotelico („Aristotelischem Fernrohr“), das zu den meistgelesenen Poetiken der Zeit gehört. Die Antike ist nicht mehr absoluter Maßstab, sondern Vorbild, das sich ausbauen und erweitern lässt. Alessandro Tassoni (1565–1635) begründete mit Der geraubte Eimer (1615/1622), einer Persiflage auf herkömmliche Epen, das heroisch-komische Epos.
Die wichtigste Figur der Epoche ist Giambattista Marino (1569–1625), der sowohl größte Bewunderung als auch harsche Kritik erfuhr. Er fand in Italien zahlreiche Nachahmer, die sog. „Marinisten“ (z. B. Giovanni Francesco Loredano), und verlieh auch der Strömung Marinismus seinen Namen. Der italienische Marinismus seinerseits übte großen Einfluss auf die deutsche Barockliteratur aus (z. B. Hoffmannswaldau und Lohenstein). Die Diskussion, ob Marino auch in Spanien Einfluss hatte, oder ob Spanien ihn beeinflusste, steht allerdings noch aus. Marino wirkte hauptsächlich in Paris, wo er Lyrik und das große Epos Adone („Adonis“) verfasste.
Mit Giovanni Battista Basile (Giambattista Basile) (ca. 1575–1632) und seinem Pentamerone kann Italien den ersten großen Märchensammler und -erzähler Europas vorweisen. Sein bekanntestes Werk ist Il pastor fido.

## 18. Jahrhundert

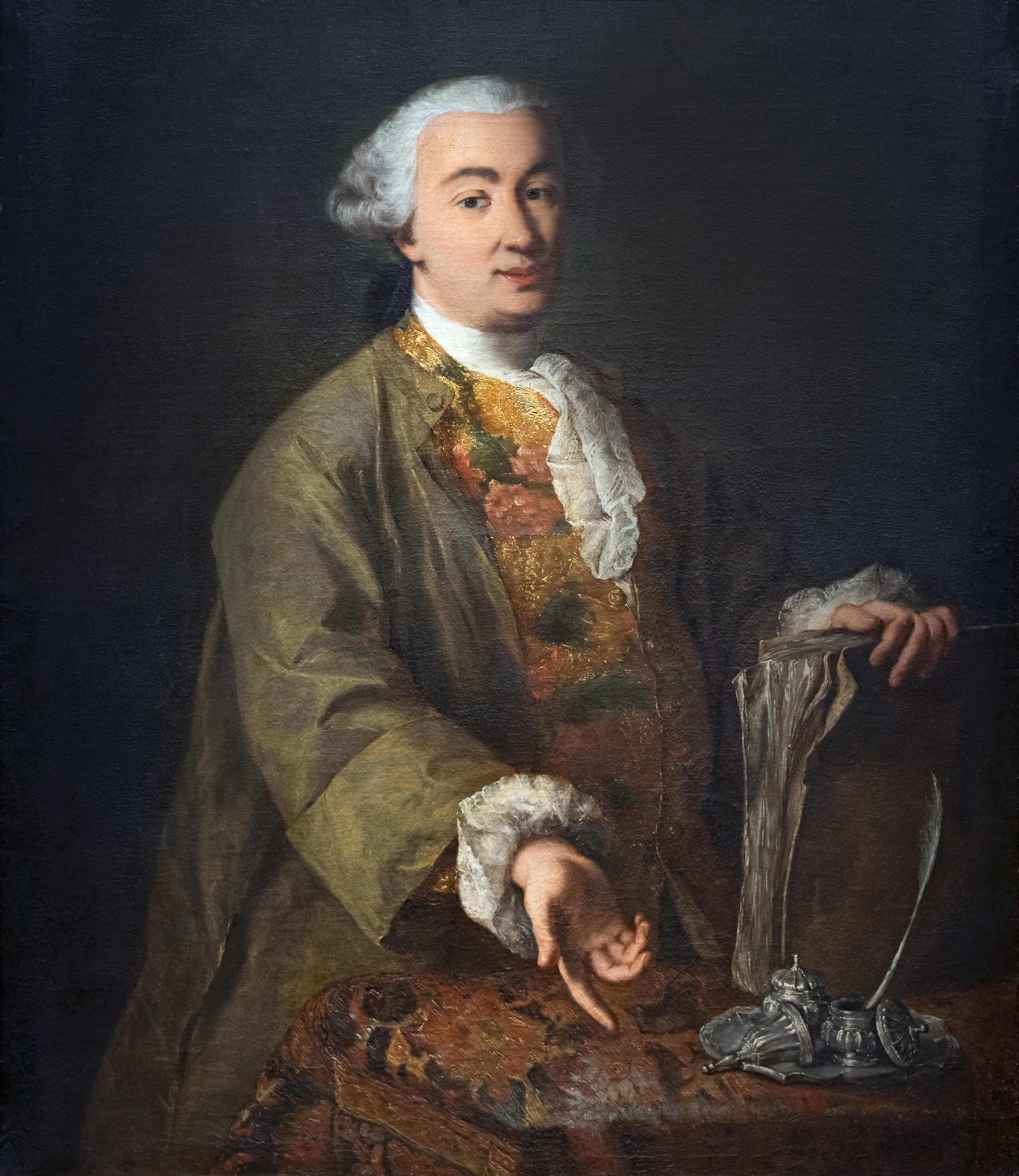
Carlo Goldoni

Als Gegenbewegung zum Marinismus wurde 1690 in Rom die Accademia dell’Arcadia gegründet, eine Gruppe von Schriftstellern, die sich bald auf ganz Italien ausbreitete. Während seines zweiten Italienaufenthaltes wurde auch Goethe zum Mitglied der Accademia ernannt. Der wichtigste Vertreter war Pietro Metastasio (1698–1782), der ab 1730 Hofdichter in Wien war. Metastasio schrieb Lyrik und Opernlibretti, mit denen er zur internationalen Verbreitung des Italienischen als Opernsprache beitrug.
Carlo Goldoni (1707–1793), venezianischer Librettist und Dramatiker, reformierte das italienische Lustspiel, die Commedia dell’arte, die mit traditionellen Masken und Improvisationen der Schauspieler arbeitete. Er ist bekannt für seine Komödie Viel Lärm in Chiozza. Sein Gegenspieler, der das alte Theater bewahren wollte, wurde Carlo Gozzi (1720–1806). Er brachte erfolgreich märchenhafte Stoffe auf die Bühne und wurde dafür von der deutschen Romantik bewundert.
Vittorio Alfieri (1749–1803) schrieb 19 Tragödien, die sich thematisch oft um den Kampf gegen die Tyrannei drehen. Damit wurde er zu einem beliebten Dichter der Vertreter des Risorgimento (siehe unten).

## 19. Jahrhundert
Italien war im 19. Jahrhundert vom Risorgimento geprägt, jener Bewegung also, die die nationale Einigung Italiens anstrebte. Das Risorgimento fand seinen Widerhall natürlich auch in der Literatur. Die zweite große Tendenz des Jahrhunderts war dem scheinbar entgegengesetzt, nämlich jene zum Regionalismus, also der literarischen Beschreibung und Würdigung einzelner italienischer Regionen.
Ugo Foscolo (1778–1827) schrieb den Briefroman „Letzte Briefe des Jacopo Ortis“.

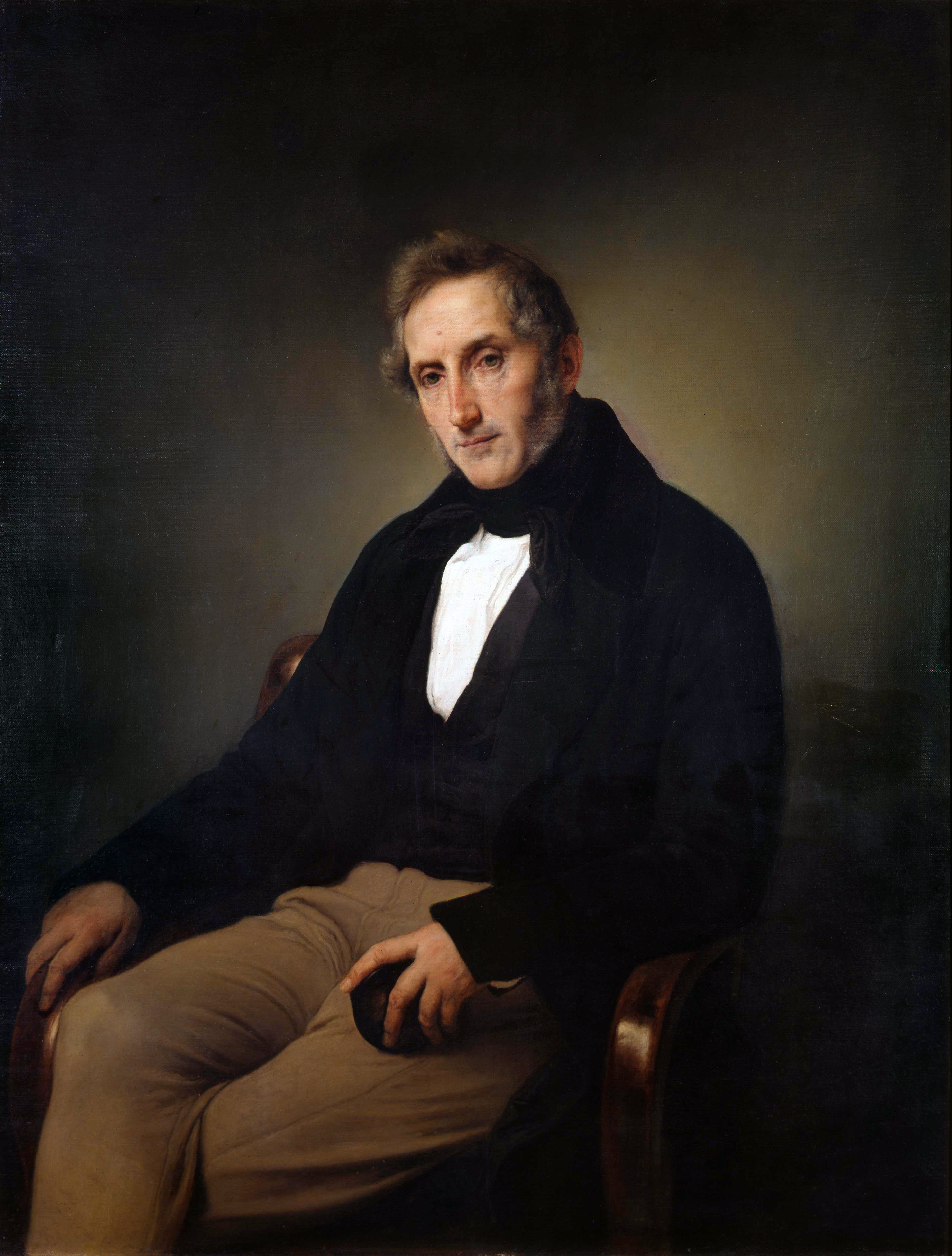
Alessandro Manzoni

Der wichtigste Vertreter der italienischen Romantik war Alessandro Manzoni (1785–1873) mit seinem Hauptwerk I Promessi Sposi. Ebenfalls zur Romantik gezählt wird der Lyriker Giacomo Leopardi (1798–1837). Seine an die Antike angelehnten, formstrengen Gedichte sind von einer tiefen melancholischen Grundstimmung durchzogen.
In Gegensatz zur Romantik Manzonis stand Giosuè Carducci (1835–1907), er orientierte sich an klassischen Stoffen und Formen. Carducci erhielt als erster Italiener 1906 den Nobelpreis für Literatur. Ein weiterer wichtiger Vertreter der Lyrik war Giovanni Pascoli (1855–1912).
Der Sizilianer Giovanni Verga (1840–1922) begann mit dem Zeitgeschmack entgegenkommenden Romanen, die von exzentrischen Protagonisten bevölkert waren, und wandte sich erst dann zum Verismus (verismo). Dieser fordert eine einfache, wahre Sprache und Thematik (ital. vero; „wahr“). In diesem Stil schrieb Verga den Roman Mastro-Don Gesualdo und die Sizilianische Novellen (ital. Vita dei campi) über das ländliche Sizilien. Bekannt wurde er vor allem für die dramatische Bearbeitung der Novelle Sizilianische Bauernehre (ital. Cavalleria rusticana). Weitere Vertreter des Verismus sind Luigi Capuana (1839–1915) und Federico De Roberto (1861–1927), beides Sizilianer.
Ebenfalls in diese Strömung fällt Grazia Deledda (1875–1936). Sie war eine der bedeutendsten Autor(inn)en des Naturalismus innerhalb der italienischen Literatur. In ihren Werken schildert sie das harte Leben der Menschen Sardiniens, sie erhielt den Nobelpreis für Literatur für das Jahr 1926.

## Fin de siècle und Zwischenkriegszeit
Die herausragendste Gestalt des Fin de siècle war Gabriele D’Annunzio (1863–1938). Er versuchte sich in allen literarischen Gattungen und verstand es gekonnt, sich im literarischen und gesellschaftlichen Leben in Szene zu setzen. D’Annunzio rezipierte Friedrich Nietzsche und übernahm seinen Übermenschenkult, er war politisch sehr wendig und stand in einem Naheverhältnis zum Faschismus und Benito Mussolini persönlich. Bekannt sind seine „Lobpreisungen des Himmels, des Meeres, der Erde und der Helden“.
Der Triester Italo Svevo (1861–1928) schrieb Romane, die sich nicht verkauften. Erst durch Vermittlung von James Joyce wurde er einer breiteren Öffentlichkeit bekannt.
Die aus ärmlichen Verhältnissen stammende Ada Negri (1870–1945) wurde durch die erste Buchveröffentlichung ihrer sozial engagierten Gedichte 1892 schlagartig bekannt – auch über Italiens Grenzen hinaus; ihre ersten drei Gedichtbände erschienen umgehend auch in deutschen Übertragungen.
Der spätere faschistische Politiker Filippo Tommaso Marinetti (1876–1944) richtete sich unter anderem mit seiner futuristischen Programmschrift Manifesto tecnico della letteratura futurista (1912) auf polemische Weise gegen die traditionelle („passatistische“) Literatur, distanzierte sich von der Verpflichtung der Kunst der bürgerlichen Ethik gegenüber und propagierte als Vorbild die moderne Technik.
Luigi Pirandello (1876–1936) schrieb Erzählungen und Romane, bekannt wurde er aber für seine Dramen, die oft Bearbeitungen seiner eigenen Novellen sind. Sie wurden weltweit aufgeführt, Sechs Personen suchen einen Autor, ein antiillusionistisches, die naturalistischen Konventionen ironisierendes Stück, z. B. 1921 in Rom, 1922 in London, 1923 in Paris und New York und 1924 in Berlin.
Während der 1930er Jahre und des Zweiten Weltkrieges entstand sowohl im Film als auch in der Literatur der Neorealismus (Neorealismo). Diese antifaschistische Bewegung wollte eine „realistische“ Sichtweise einbringen, im Gegensatz zur großspurigen faschistischen Propaganda. Zu einem seiner Vertreter zählt Elio Vittorini (1908–1966) mit dem Roman „Gespräch in Sizilien“ (1938/39), späterer Titel: „Namen und Tränen“ (1941).

## Autoren nach dem Zweiten Weltkrieg
Zu den wichtigsten Lyrikern des Jahrhunderts zählen Giuseppe Ungaretti (1888–1970), Eugenio Montale (1896–1981, bekannt für seine Gedichtsammlung Ossi di seppia) und Salvatore Quasimodo (1901–1968). Ungarettis gesammeltes Werk erschien 1969 als „Leben eines Menschen“. Montale stellte sich demonstrativ gegen D’Annunzio und seinen Stil. Er weigerte sich, der faschistischen Partei beizutreten. Quasimodo thematisierte seine Heimat Sizilien mit Bezügen zur Antike. Später schrieb er auch politische Gedichte und war der Übersetzer Pablo Nerudas.

1906 Giosuè Carducci
1926 Grazia Deledda
1934 Luigi Pirandello
1959 Salvatore Quasimodo
1975 Eugenio Montale
1997 Dario Fo

Alberto Moravia (1907–1990) schrieb eine große Anzahl von Erzählungen und Romanen, die sich häufig um sexuelle Obsessionen drehen, am bekanntesten sind der Roman „Die Römerin“ (1947) und die „Römischen Erzählungen“ (1954 und 1959).
Giorgio Bassani (1916–2000) schrieb den „Romanzo di Ferrara“, sein mehrbändiges Hauptwerk über das Schicksal der italienischen Juden unter dem Faschismus. Daraus ragen hervor die „Ferrareser Geschichten“ und „Die Gärten der Finzi Contini“.
Um Einsamkeit und unausweichliche Schicksale geht es oft in Cesare Paveses (1908–1950) Lyrik, Erzählungen und Romanen.
Pier Paolo Pasolini (1922–1975), im deutschen Sprachraum als Regisseur bekannt, schrieb auch eine große Zahl von lyrischen, narrativen, dramatischen und essayistischen Werken. Besonders zu erwähnen sind der Roman „Halbstarke“ (1955) und der Gedichtband „Gramscis Asche“ (1957).
Von Giovanni Guareschi (1908–1968) schilderte in seinen weltweit erfolgreichen Erzählungen und Romanen um „Don Camillo und Peppone“ die Rivalität zwischen dem Dorfpfarrer und dem kommunistischen Bürgermeister eines Orts in der Po-Ebene während des Kalten Krieges. 
Giuseppe Tomasi, Herzog von Palma und Montecchio, Fürst von Lampedusa (1896–1957) schrieb nur einen Roman, nämlich „Der Leopard“, der 1958 posthum veröffentlicht wurde und ihn weltberühmt machte. Darin lässt er das Sizilien zur Zeit Garibaldis wehmütig wiederauferstehen.
Italo Calvino (1923–1985) schrieb spielerisch anmutende, fantastische Romane wie etwa „Der Baron auf den Bäumen“ (1957) sowie essayistische Werke. Er ist sicherlich einer der bedeutendsten italienischen Schriftsteller der zweiten Hälfte des 20. Jahrhunderts.
Primo Levi (1919–1987) war zuerst in der Verbannung und überlebte das KZ Auschwitz und verarbeitete diese Erfahrungen in „Ist das ein Mensch?“ (1947). Carlo Levi (1902–1975) verarbeitete seine Erfahrungen aus der Verbannung in dem Roman „Christus kam nur bis Eboli“ (1945).

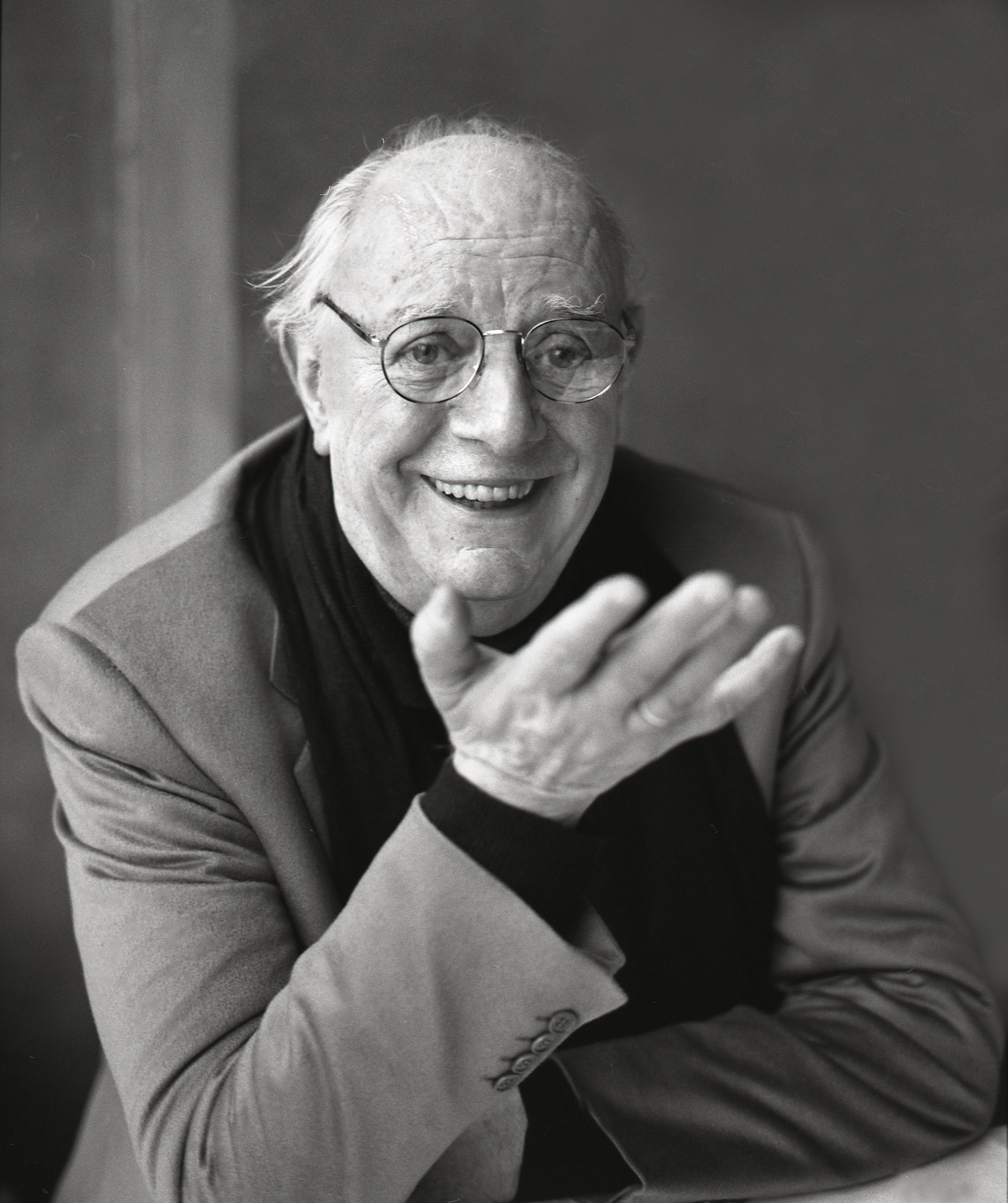
Dario Fo

Dario Fo (1926–2016) arbeitet eng mit seiner Frau Franca Rame (* 1929) zusammen, „für sein volkstümlich-politisches Agitationstheater“ bekam er 1997 den Nobelpreis für Literatur.
Umberto Eco (1932–2016), Professor für Semiotik in Bologna, landete mit „Der Name der Rose“ (1980) einen weltweiten Bestseller, dem weitere historische Romane folgten.
Donatella Di Pietrantonio (* 1962) beleuchtet in ihren Romanen menschliche Schicksale und Folgen von Naturkatastrophen in Dörfern und Kleinstädten der Abruzzen.
Roberto Saviano (* 1979) erläutert in seiner literarisch-journalistischen Aufarbeitung von Mafia-Verbrechen Gomorrha die soziokulturellen Ursachen der Kriminalität in Süditalien.
Weitere Namen der italienischen Nachkriegs- und aktuellen Literatur sind Paolo Giordano, Elena Ferrante (L'amica geniale), Maurizio Ferraris (Manifesto del nuovo realismo) und Susanna Tamaro sowie die inzwischen verstorbenen Autoren Stefano D’Arrigo, Carlo Emilio Gadda, Natalia Ginzburg, Giorgio Manganelli, Luigi Malerba, Elsa Morante, Antonio Pizzuto und Antonio Tabucchi.
Italien ist Ehrengast der Frankfurter Buchmesse 2024.